# Chouquette (film)
Pour les articles homonymes, voir Chouquette (homonymie).
Pour plus de détails, voir Fiche technique et Distribution.
Chouquette est une comédie dramatique française réalisée par Patrick Godeau, sortie en 2017.

## Synopsis
Chouquette est un road-trip poétique et un peu atypique puisqu'il confronte deux femmes un brin solitaires et que tout oppose, si ce n'est leur amour pour le même homme. Face à Sabine Azéma dans la peau du personnage éponyme, Michèle Laroque incarne Diane, l'ancienne maîtresse de l'époux de Chouquette. Accompagnées de Lucas, son petit-fils, elles vont se lancer dans un périple sur les routes bretonnes et feront ainsi naître une amitié inattendue.

## Fiche technique
- Titre original : Chouquette
- Réalisation : Patrick Godeau
- Scénario : Patrick Godeau, Natalie Carter et Émilie Frèche
- Décors : Denis Mercier
- Costumes : Anne David
- Photographie : Lubomir Bakchev
- Montage : Reynald Bertrand
- Producteur : Patrick Godeau
  - Producteur exécutif : Camille Deleau
- Production : Waiting for Cinéma
- Distribution : Wild Bunch
- Pays d’origine :  France
- Format : couleur
- Genre : comédie dramatique
- Durée : 83 minutes
- Dates de sortie :
  - France : 2 août 2017

## Distribution
- Sabine Azéma : Chouquette
- Michèle Laroque : Diane
- Michèle Moretti : Jacqueline
- Antonin Brunelle-Rémy : Lucas
- Pierre Aucaigne : Jay
- Mathieu Amalric : le narrateur

## Production
Le film a bénéficié de la participation financière du Centre National de la Cinématographie (CNC).

### Lieux de tournage
Le film a été tourné dans les Côtes-d'Armor (côte de granit rose, radôme de Pleumeur bodou, Trébeurden,Trégastel, Penvenan) et plusieurs villes du Finistère (Roscoff, Saint-Pol-de-Léon, Carantec), et les Monts d’Arrée.